# Handschriftonderzoek
Handschrift wordt onderzocht in verschillende vakgebieden.
- Forensisch onderzoek is een vakgebied waarbij handschriftdeskundigen in opdracht van politie en justitie bepalen of bepaalde handgeschreven teksten door dezelfde persoon zijn geschreven (schrijververificatie). Dit gebeurde in Nederland tot 2016 bij onder andere het Nederlands Forensisch Instituut. Door het afnemend gebruik van handschrift is de overheid nu afhankelijk van particuliere handschriftonderzoekers. Daarvan zijn er steeds minder en ze zijn steeds ouder.[1]
- Paleografie is de wetenschap waarbij historische geschriften worden geanalyseerd. Dit omvat het bepalen van welke kopiisten hebben bijgedragen aan oude manuscripten en of bepaalde toevoegingen bijvoorbeeld van een latere datum zijn.
- Grafologie is een vakgebied waarbij karaktereigenschappen en gemoedstoestand van de schrijver worden afgeleid uit handschrift. Dit vakgebied wordt niet algemeen geaccepteerd als wetenschap. Aan de waarde ervan wordt dan ook door velen getwijfeld.
- In het vakgebied Kunstmatige intelligentie wordt onderzocht hoe handschrift automatisch geanalyseerd kan worden door de computer. Dit omvat handschriftherkenning, schrijveridentificatie en schrijververificatie. Dit gebeurt onder andere bij de studierichting Kunstmatige Intelligentie in Groningen en bij het NICI in Nijmegen.